# Zero Tolerance (film 2015)
Zero Tolerance è un film del 2015 diretto da Wit Kaosainan.

## Trama
Due ex agenti paramilitari, Johnny e Peter vanno a Bangkok per trovare gli assassini della figlia di Johnny, Angel. Ma quando i due scoprono che Angel era una squillo di alto livello, si fanno strada attraverso magnaccia, cartelli della droga e chiunque si frapponga tra loro e la verità.